# Гадюка-носорог

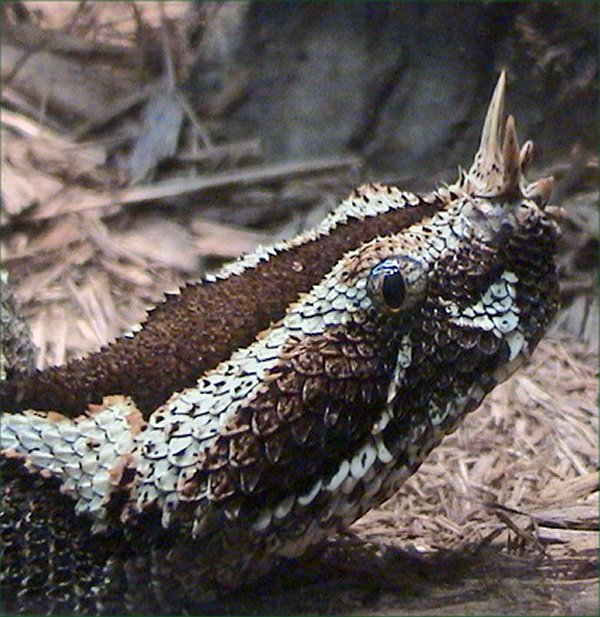
Деталь головы

Гадюка-носорог (лат. Bitis nasicornis) — ядовитая змея из рода африканских гадюк.
Общая длина колеблется от 60 см до 1,2 м. Наблюдается половой диморфизм — самки крупнее самцов. Голова плоская, треугольная. Кончик морды украшен 2-3 длинными заострёнными чешуйками, которые вертикально торчат над ноздрями. Толстое, короткое туловище покрыто красивым узором. Чёрный стреловидный рисунок на голове окаймлён светло-желтой полосой, а бока головы ярко-голубые. Вдоль спины идут двойные голубые трапеции, окаймлённые жёлтым цветом, которые соединены чёрными ромбами. По бокам чёрные треугольники чередуются с большими зелёными ромбами, окаймлёнными узкой красной полоской. Пёстрая окраска хорошо скрывает эту змею среди яркой зелени растительности на фоне красно-бурой почвы и опавших листьев.
Любит влажные тропические леса, болотистые места, берега лесных рек и ручьёв, охотно заходит в воду. Хорошо плавает. Активна ночью. Питается мелкими млекопитающими, лягушками, жабами, рыбой.
Яд достаточно сильный, может представлять опасность для человека.
Яйцеживородящая змея. Самка рождает до 38 детёнышей длиной 18-25 см.
Вид распространён в Экваториальной Африке — от западной Кении до Гвинеи, Судана и Замбии.